# Bohuslav von Schwanberg

Wappen von Bohuslav von Schwanberg

Bohuslav von Schwanberg  (tschechisch Bohuslav ze Švamberka) (* vor 1396; † nach dem 24. November 1425 in Retz) war böhmischer Adeliger, Politiker und Heerführer.

## Leben
Bohuslav entstammte dem böhmischen Adelsgeschlecht der Schwanberger und besaß einige Höfe in der Region von Pilsen. 1396 wurde er unter der Regentschaft Wenzels IV. zum Höchsten Kämmerer und Höchsten Richter ernannt. 1408 bestätigte er der Stadt Bor die Stadtfreiheiten. Er opponierte gegen König Wenzel IV., nachdem dieser seinem Onkel Johann einige Ländereien streitig gemacht hatte, schloss aber mit dem König später wieder Frieden und erhielt einige Besitztümer zurück. 1415 wurde er von Wenzel beauftragt Friedensverhandlungen mit der Stadt Pilsen zu führen. Zu Beginn der Hussitenbewegung war er deren erbitterter Gegner und kämpfte an der Seite der Katholiken in den Schlachten bei Nekmíř und Panský Bor. Von König Sigismund erhielt er 1419 zusammen mit seinem Bruder Hynek für seine Verdienste um die Verteidigung der Stadt Pilsen die Herrschaften von Pomuk und Manetin. 1421 belagerten die Hussiten seine Burg Schwanberg bei Krasíkov. Bohuslav wurde zur Kapitulation gezwungen, erbat sich jedoch aus, sich nur dem gemäßigten Hussitenführer Peter Zmrzlík von Schweißing aus dem Geschlecht Zmrzlík von Schweißing zu ergeben, was ihm schließlich das Leben rettete und er zunächst auf seiner eigenen Burg und danach auf der Burg Příběnice gefangen gehalten wurde. Bohuslav bat jedoch vergeblich König Sigismund, ihn freizukaufen. Daraufhin schloss er sich 1422 den Taboriten an und wurde einer ihrer führenden Persönlichkeiten. Als Führer der Hussitenverbände kämpfte er gegen seinen Erzfeind Ulrich II. von Rosenberg. Nach dem Tod des Hussitenführers Jan Zizka 1424 gehörte er zu seinen Nachfolgern. Nach dem Tod des Hussitenhauptmanns Jan Hvězda z Vícemilic ernannte man Bohuslav zum Oberhauptmann. 1425 versuchte er Prag zu belagern und eroberte die Burg in Kamnitz. Bei der Belagerung der Burg Retz traf ihn ein Pfeil ins Gesicht. Er starb kurz darauf an den Folgen seiner Verletzungen. Seine sterblichen Überreste wurden in Mährisch Kromau beigesetzt.